# Osama ibne Munquide
Majeadim Osama ibne Murxide ibne Ali ibne Munquide Alquinani Alcalbi (em árabe:  مجد الدّين اُسامة ابن مُرشد ابن على ابن مُنقذ الكنانى الكلبى; romaniz.: Majd ad-Dīn Usāma ibn Murshid ibn ʿAlī ibn Munqidh al-Kināni al-Kalbī; 1095 - 1188), muitas vezes citado somente como ibne Munquide, foi um político, historiador e diplomata árabe. Foi um dos mais importantes cronistas da Idade Média, tendo reportado as Cruzadas vistas pelo lado dos povos invadidos.